# Garver
En garver, feldbereder  eller lædertouger er en person, som hovedsageligt garver afhårede dyrehuder og skind for at konservere og blødgøre dem samt give dem forskellige egenskaber som styrke. Felberederen (el Feldberederen) arbejdede med feller, dvs. skind med hår, dvs. pels. I dag kaldet buntmager. 
Garverfaget som erhverv er et årtusindgammelt erhverv, da det er forudsætningen for, at man kan anvende skind som beklædning.

## Håndværket
Da råt skind er ret stift og ikke særligt godt tåler vejrets påvirkning, er det nødvendigt at bearbejde det på forskellig vis i en proces der kaldes garvning. Processen har være kendt i årtusinder og består i at lægge skindene i blød i forskellige udtræk og kemikalieopløsninger, bl.a. urin.

## Faget i Danmark
Garverfaget som erhverv er i dag stort set forsvundet i Danmark. Scan-Hide er den sidste virksomhed i Danmark, der foretager første del af processen fra råhud til læder.